# Adriano Celentano con Giulio Libano e la sua orchestra
Adriano Celentano con Giulio Libano e la sua orchestra è il primo album in studio dell'artista italiano Adriano Celentano, pubblicato dalla Jolly nel 1960; venne ripubblicato lo stesso anno (e poi nelle ristampe successive) con il titolo Il tuo bacio è come un rock.
L'album è al decimo posto nella classifica del 2012 dei 100 album italiani più belli di sempre della rivista Rolling Stone Italia.

## Storia
Venne anticipato dal singolo Il tuo bacio è come un rock (1959) presentato al Festival di Ancona. È il primo album di Celentano in quanto prima di esso erano stati pubblicati solo singoli ed EP contenenti cover; con l'etichetta discografica Jolly ha inizio la produzione di materiale inedito originale cantato in italiano, come il singolo Hoola Hop Rock/La febbre dell'hoola hop (catalogo J 20045 del 1958) e l'EP Il tuo bacio è come un rock/Il ribelle/Nessuno crederà/I ragazzi del juke-box (EPJ 1053 del settembre 1959).
Non viene considerato parte della discografia ufficiale di Celentano che indica invece come primo album Non mi dir del 1965, in quanto considera solo i lavori pubblicati dall'etichetta discografica indipendente Clan Celentano di proprietà della famiglia dello stesso artista.
Del disco, spesso ristampato interamente o parzialmente con il titolo del suo brano più conosciuto: Il tuo bacio è come un rock (nella prima edizione LPJ 5008 riportato solo sull'etichetta e non in copertina), sono note svariate edizioni della stessa Jolly, di altre etichette come Stella Records e Joker, e di serie economiche come Niagara (venduta per corrispondenza); senza contare le innumerevoli compilation che ne contengono molti o solo alcuni brani.
Nel 1995 la Mercury Records ristampa l'originale su CD in tiratura limitata, allegandolo alla rivista Raro! (catalogo 526 883-2).
Come suggerito dal titolo originale, tutte le canzoni dell'album sono arrangiate dal maestro Giulio Libano, uno dei direttori d'orchestra che in quegli anni lavorava presso la Jolly, apprezzato anche come trombettista.
Il 10 luglio 2011, la Jolly ha pubblicato l'album originale in edizione limitata sia su CD (catalogo CD 5008, 8 00488 3 94998 4), sia su LP in vinile colorato da 180 grammi (LPJ 5008, 8 00488 3 21517 1). Insieme all'LP anche un nuovo singolo 7" con l'inedita versione alternativa di Happy Days Are Here Again e il brano mai pubblicato Who's Sorry Now; entrambi aggiunti come bonus track alla fine del CD.

## Copertina
La copertina raffigura Celentano con un berretto e la chitarra a tracolla mentre balla.

## I brani
- Il tuo bacio è come un rock e Il ribelle
Sono i soli pezzi firmati anche da Celentano.
Nel testo di Il ribelle e di Blue Jeans Rock si accenna alla ribellione degli adolescenti verso i genitori.
- Desidero te
Cover della canzone di Giorgio Gaber (singolo - 1959) con lo stesso titolo.
- Piccola e Ritorna lo Shimmy
Presenti nella versione cantata in coppia con la cantante svizzera Anita Traversi.
- Il mondo gira e Personality
Unici inediti, sono stati pubblicati lo stesso anno nell'unico singolo estratto dall'album.
- Personality
Cover del singolo originale del 1959, disco d'oro negli USA per il suo autore/interprete Lloyd Price.
In Italia, con titolo Personalità e testo di Giuseppe Perotti, nell'interpretazione di Caterina Valente (singolo Personalità/Till e album Personalità) raggiunge il vertice della classifica nel 1960 e ottiene un disco d'oro.
Sarà poi incisa da Mina e inserita nel suo album Il cielo in una stanza (1960), infine verrà pubblicata da Celentano.
- Nikita Rock
Prima canzone di Celentano con riferimenti politici.

## Tracce
L'anno indicato è quello di pubblicazione del singolo.
1960 e 2011 - LP originale, 1995 e 2011 - CD
Lato A
1. Il tuo bacio è come un rock (testo: Piero Vivarelli, Lucio Fulci – musica: Ezio Leoni, Adriano Celentano) – 1959
2. Desidero te (testo: Luciano Beretta – musica: Ezio Leoni) – 1959
3. Adriano Celentano e Anita Traversi – Piccola (testo: Gian Carlo Testoni – musica: Alberto Pizzigoni) – 1960
4. Pronto pronto (testo: Luciano Beretta – musica: Ezio Leoni) – 1959
5. Il mondo gira (testo: Cadam – musica: Mansueto De Ponti) – inedito
6. Blue Jeans Rock (testo: Piero Vivarelli, Lucio Fulci – musica: Ezio Leoni) – 1960

Lato B
1. Personality (testo: Pinchi – musica: Lloyd Price, Harold Logan) – inedito
2. Idaho (testo: Alberto Testa – musica: Monegasco) – 1959
3. Adriano Celentano e Anita Traversi – Ritorna lo Shimmy (testo: Biri – musica: Pino Massara, Vittorio Buffoli) – 1960
4. Teddy Girl (testo: Luciano Beretta – musica: Ezio Leoni) – 1959
5. Nikita Rock (testo: Piero Vivarelli, Lucio Fulci – musica: Giulio Libano) – 1960
6. Il ribelle (testo: Gian Carlo Testoni – musica: Ezio Leoni, Adriano Celentano) – 1959

2011 - Singolo 7" e bonus track del CD
Lato A
1. Happy Days Are Here Again (versione alternativa) (testo: Jack Yellen – musica: Milton Ager)

Lato B
1. Who's Sorry Now? (inedito) (testo: Bert Kalmar, Harry Ruby – musica: Ted Snyder)

Le registrazioni sono del 6 ottobre 1958: sul lato A una versione inedita senza coro e con diverso assolo di sassofono di Eraldo Volontè, rispetto al singolo ufficiale di Celentano del 1958; sul lato B un brano mai pubblicato.
Entrambe sono cover di canzoni americane, rispettivamente del 1929 e del 1923, utilizzate poi in colonne sonore di film: la prima in Chasing Rainbows (1930), l'altra in A Night in Casablanca (1946) dove è cantata dai Fratelli Marx.

## Formazione
- Adriano Celentano - voce
- Orchestra di Giulio Libano - strumentazione
- Eraldo Volontè - sax
- Giulio Libano - direzione orchestra

## Cover
- Teddy girl è stata riproposta pochi mesi dopo da I Due Corsari (alias Giorgio Gaber ed Enzo Jannacci) in un singolo.
- Il tuo bacio è come un rock è stata reinterpretata da Gabriella Ferri nell'album Mazzabubù del 1975.